# 212-та повітрянодесантна бригада (СРСР)
212-та пові́тряно-деса́нтна брига́да (212 пдбр) — повітряно-десантна бригада, військове з'єднання повітряно-десантних військ Радянського Союзу. Брала активну участь у бойових діях на Халхін-Голі та у ході Другої світової війни.

## Історія з'єднання

### Інтербеллум
Влітку 1938 в Червоній Армії було прийнято рішення про формування на базі наявних повітряно-десантних частин однотипних повітряно-десантних бригад з організаційно-штатною структурою, схожою із структурою загальновійськових частин. У стислі терміни всього було сформовано шість окремих повітряно-десантних бригад, в тому числі і 212-та окрема повітряно-десантна бригада. Формувалася вона в Амурській області, в н. п. Куйбишевка-Східна згідно з наказом по 2-й окремій Червонопрапорній Армії Далекосхідного фронту № 00677 від 10 червня 1938 (на базі 2-го адп, командир І. І. Затевахін).
Після переформовування усі повітряно-десантні бригади були передані в підпорядкування сухопутних військ. Кожна повітряно-десантна бригада за штатом мала 1689 осіб особового складу і включала:
- — парашутний батальйон;
- — мотомеханізований батальйон;
- — артилерійський дивізіон.

#### Бої на Халхін-Голі
Влітку 1939 212-та бригада була направлена до Монгольської Народної Республіки, де в боях під Халхін-Голом зіткнулася з японськими військами як звичайна піхота.
У район бойових дій вона була перекинута з Далекого Сходу і до 18 серпня 1939 року зосереджена на південний схід від міста Хамар-Даба у складі резерву 1-ї армійської групи радянсько-монгольських військ.
Вранці 20 серпня після масованого нальоту авіації і потужної артилерійської підготовки радянсько-монгольські війська перейшли в наступ на всіх ділянках фронту. Особливо запеклі бої розвернулися на північному фланзі. Противник підтягнув сюди свої резерви і затримав просування Північної групи військ. Саме сюди і був кинутий резерв 1-ї армійської групи військ.
Підрозділи 9-ї і 6-ї мотобригад та 212-ї повітряно-десантної бригади, здійснивши багатокілометровий марш-кидок на північ, спочатку розгромили базу японських військ біля озера Узур-Нур та дезорганізували постачання японців. Надалі просунулися у напрямку Номон — Хан — Бурди — Обо, відрізали шляхи відходу північному угрупуванню противника на схід і зав'язали бої безпосередньо за висоту Фуї, на якій японцями був обладнаний сильний вузол оборони.
У бою за висоту Фуї японців довелося вибивати гранатами і багнетами буквально з кожної щілини. Після бою з окопів і бліндажів витягнули понад 600 трупів японських солдатів і офіцерів.
Бої на річці Халхін-Гол завершилися повним розгромом японських військ, і до ранку 31 серпня територія Монгольської Народної Республіки була повністю очищена від японських військ.
За мужність і героїзм, проявлені в боях з японцями, 352 десантники бригади були нагороджені орденами і медалями.
У 1940 році 211-та і 212-та повітряно-десантна бригади були перекинуті на територію України, де бригада, разом з 5-ю та 6-ю пдбр увійшла до складу 3-го повітряно-десантного корпусу Одеського військового округу.

### Німецько-радянська війна
На початок війни бригада дислокувалася в місті Вознесенське Одеської області. 3-й повітряно-десантний корпус в першій декаді серпня 1941 року прибув до Києва, увійшов до складу 37-ї армії, брав участь в обороні Києва. Наприкінці серпня 1941 бригада у складі корпусу була перекинута на рубіж річки Десна на північ від Конотопа і була перепідпорядкована 40-й армії, у складі якої бригада вела бої у вересні 1941 року.
У листопаді 1941 року в Курській області на базі 3-го повітряно-десантного корпусу була сформована 87-ма стрілецька дивізія (2-го формування). На базі 212-ї бригади був сформований стрілецький полк цієї дивізії.
У січні 1942 року була перетворена на 13-ту гвардійську стрілецьку дивізію.

## Бойовий склад
Бойовий склад бригади:
- управління
- 1-й парашутно-десантний батальйон
- 2-й повітряно-десантний батальйон
- 3-й повітряно-десантний батальйон
- 4-й повітряно-десантний батальйон
- школа молодшого командного складу
- окремий артилерійський дивізіон
- окрема зенітно-кулеметна рота
- окрема розвідувальна самокатна рота
- окрема рота зв'язку

## Командування
- Командир:
  - майор (у 1941 — полковник) Затевахін І. І.
- Військовий комісар:
  - полковий комісар Лобанов
- Начальник штабу:
  - майор Старчук

## Відео
- Освободители. Воздушный десант (рос.)